# Національний академічний театр опери та балету України імені Тараса Шевченка
Національний академічний театр опери та балету України імені Т. Г. Шевченка — театр опери і балету у Києві, заснований 1867 року. Театр розташований на вул. Володимирській, 50.
Незважаючи на свою відносно коротку історію, театр здобув визнання далеко за межами України. Самобутні інтерпретації класичної музичної спадщини і сучасних творів, виняткової злагодженості оркестр і хор, талановиті солісти, яскраві й самобутні виконавські традиції дозволили театру досягти мистецьких вершин і посісти важливе місце в сьогоденній музичній культурі Європи.

## Історичний нарис

### За російської імперії
Постійна оперна трупа була організована у Києві влітку 1867 року. Поштовхом до створення постійно чинного театру стали успішні гастролі італійських оперних труп у 1865—1866 роках у Києві.
Трупа працювала у приміщенні Міського театру, збудованого 1856 року за проєктом архітектора Івана Штрома.
Київська опера стала поряд з театрами Москви і Петербурга однією з найкращих у Російській імперії. Перший сезон був відкритий оперою Олексія Верстовського «Аскольдова могила», прем'єра якого відбулася 27 жовтня (8 листопада) 1867 року. Надалі репертуар поповнювався творами переважно російських композиторів: Михайла Глинки («Життя за царя», «Руслан і Людмила»), Олександра Даргомижського («Русалка»), Антона Рубінштейна («Маккавей») та ін.  Європейська класика ставилась у перекладі російською мовою, зокрема: «Севільський цирульник» Дж. Россіні, «Весілля Фігаро» В.А. Моцарта, «Чарівний стрілець» К.М. Вебера, «Лючія ді Ламмермур» Г. Доніцетті, опери  Дж. Верді.
Лише в 1874 році в Києві вдалося вперше вдалося поставити українську оперу - «Різдвяна ніч» М. Лисенка (за режисурою Михайла Старицького). Пізніше були поставлені йгого ж опери «Травнева ніч» (1903) та «Ноктюрн» (1914).
Натомість переважали і надалі російські - зокрема, опери П.Чайковського  «Опричник» (1874), «Євгеній Онєгін» (1884), «Мазепа» (1886) та «Пікова дама» (1890). Безпосередньо за участю авторів відбулися київські прем'єри опер «Алеко» Сергія Рахманінова (1893), «Снігуронька» Миколи Римського-Корсакова (1895).

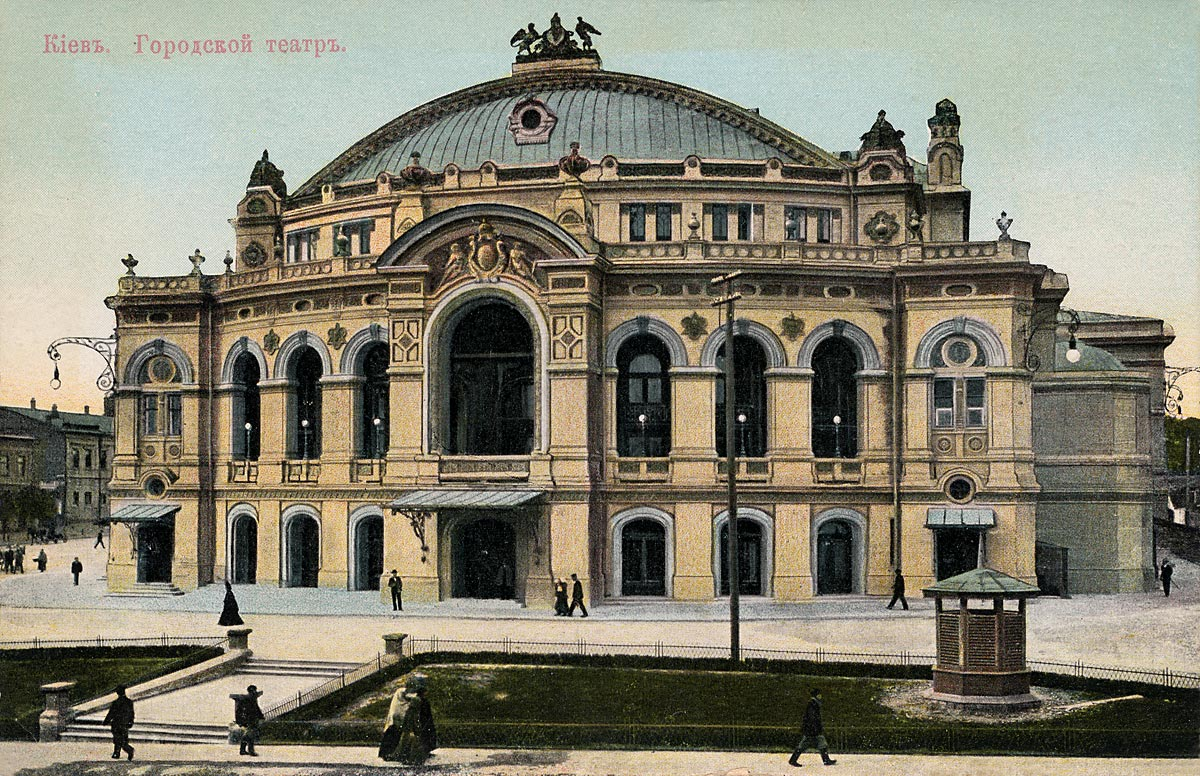
Будівля Київського міського театру на початку 1900-х

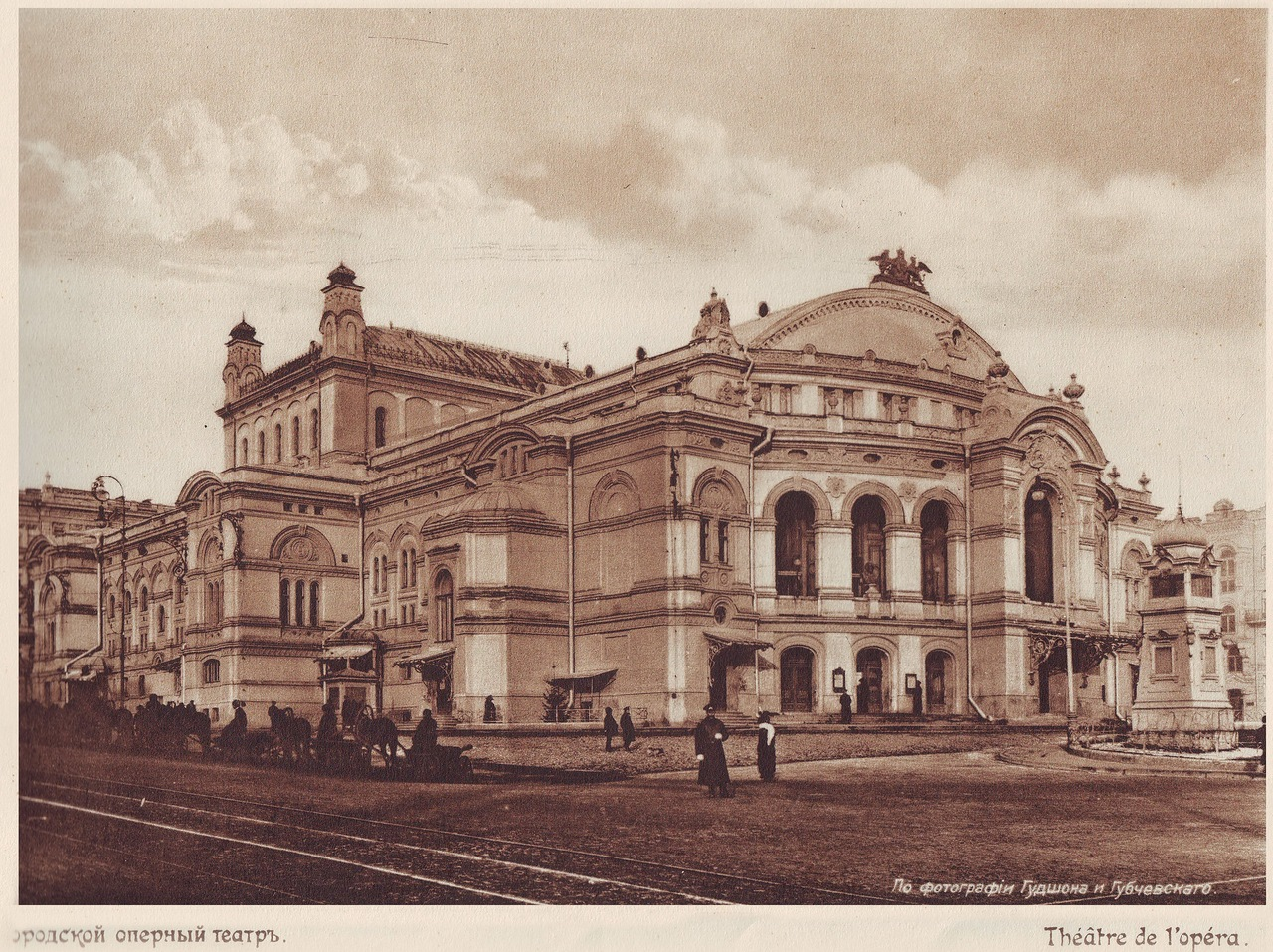
Київський міський оперний театр, 1911

У лютому 1896 році після ранкової вистави «Євгенія Онєгіна» сталася пожежа, що повністю знищила будівлю Міського театру, після чого був оголошений конкурс на проєкт нової будівлі. Цей конкурс виграв проєкт російського архітектора Віктора Шретера. Спорудження нової будівлі на місці старого театру розпочалося у 1898 році.
Зал оперного театру включав партер, амфітеатр, бельетаж та чотири яруси, що вміщують близько 1650 глядачів (у партері 384 місця), загальна кубатура театру — майже 100 000 м³, площа приміщень — 40210 м². Над головним входом театру був встановлений офіційний герб Києва із зображенням архістратига Михаїла — покровителя міста, проте за наполяганням Київського митрополита Фіогноста, який вважав театр гріховним закладом, герб замінили алегоричною композицією: геральдичні грифони тримають у лапах ліру як символ музичного мистецтва. Фасад будівлі прикрашали бюсти композиторів Михайла Глинки та Олександра Сєрова, які подарували Києву артисти петербурзького Маріїнського театру. Урочисте відкриття та освячення нової будівлі відбулося 15 (28) вересня 1901 року.
З 1901 року в цей період солістами були: співачки Любов Андрєєва-Дельмас, Елеонора Боброва-Пфейфер, Євгенія Бронська, Клара Брун, Катерина Воронець-Монтвід, Марія Донець-Тессейр, Софія Друзякіна, Марія Коваленко, Катерина Ковелькова, Ольга Монська, Олена Петляш-Барілотті, Зінаїда Рибчинська, Марина Скибицька, Розалія Файнберг-Горська; співаки Степан Белина-Скупевський, Антон Боначич, Олексій Борисенко, Гуальтьєр Боссе, Михайло Бочаров, Олександр Брагін, Абрам Брайнін, Михайло Донець, Оскар Каміонський, Микола Каржевін, Олександр Каченовський, Володимир Лосський, Михайло Микиша, Марія Гущина, Федір Орешкевич, Платон Цесевич, Ольга Грозовська, Іван Гриценко та ін.
З 1913 року в театрі працював відомий диригент Михайло Багриновський.

### Українська Держава
У роки революції приміщення оперного театру використовувався не тільки для мистецтва, але й для проведення з'їздів. Зокрема, 1917 року в приміщенні оперного театру проходив II Всеукраїнський військовий з'їзд, на якому було проголошено Перший Універсал Української Центральної Ради.
У часи Української Держави київська опера називалася як Український театр драми та опери. У серпні 1918 року були перекладені українською мовою опери: «Галька», «Фауст», «Травіата», «Черевички», «Казки Гофмана», «Богема», «Продана наречена», «Русалка», «Сільська честь», «Жидівка», «Мадам Батерфляй». Вітчизняна преса писала, що українська державна опера має всі підстави і потенціал стати одним із найкращих театрів свого часу, разом з тим застерігаючи, що «українська державна опера не повинна повторити історію петроградських державних театрів, котрі давали чужу людності й громадянству культуру…» Ними наголошувалося, що слід «організувати справу опери художньо сильної, національної і культурної».

### Радянський період
Після встановлення у Києві радянської влади  у 1919 році театр було націоналізовано і названо «Державним оперним театром ім. К. Лібкнехта», режисерами призначено Олександра Улуханова і Якова Гречнєва. У 1926 році — театр називався Київська державна академічна українська опера, а в 1934 році, з поверненням Києву статусу столиці — Академічний театр опери і балету УРСР. З відомих художників цього часу в опері працював Семен Евенбах. 1936 року театр був нагороджений орденом Леніна, а в 1939 році театрові було присвоєне ім'я Тараса Шевченка.
Декрет раднаркому 1926 року передбачав виконання усіх опер українською мовою, що мало велике значення для утвердження повновартісності української культури й української мови. Ця традиція протрималася до початку 1990-х років.
У 1930-х роках обговорювався проєкт соціалістичної перебудови приміщення київського оперного, якому хотіли надати архітектурних особливостей нового «пролетарського стилю». Проте перебудова торкнулася лише зняття бюстів російських композиторів та зведення прибудови до тильної сторони будівлі двоповерхового приміщення репетиційних залів. В ці роки репертуар театру вперше було поставлено «Запорожця за Дунаєм» С.Гулака-Артемовського (1934), «Золотий обруч» (1930) та «Щорс» (1938) Бориса Лятошинського, «Борис Годунов» Модеста Мусоргського та інші.

### Німецька окупація
В роки німецько-радянської війни частину театральної трупи було насильно евакуйовано в Уфу, потім в Іркутськ, де театр працював до 1944 року.
В той же час, діяльність київської опери під німецькою владою вдалося відновити, завдяки тому, що актори переховувались, щоби залишились у Києві, а також тим, хто прибув з інших міст області. Більшість декорацій залишалися у Києві, і театр продовжував працювати в умовах німецької окупації.
Директором оперного став Шереметьєв, художнім керівником і диригентом-хормейстром – Тараканова, режисерами взялися до роботи Зубов, Чистяков і Горський, в місті залишилися диригенти Радзієвський, Яновський і Горбенко, серед відомих артистів також – баси Цинєв, Гриценко, Москаленко, баритон – Пономарьов, з жіночих сил – меццосопрано Юрьєва, Бенедиктова, драматичні сопрано – Мариніна, Навалуеті, ліричні сопрано – Негель, Волкова, Дубовик, легкий сопрано – Безпалова, Шведова, з балету залишилися Веракс, Анастасова, Сольська. Щойно очільником театру був призначений німець К. Брюкнер, він найменував театр «Великою оперою», ухвалив заборону виконання російської музики, на додачу до німецьких опер (мовою оригіналу), ставив також італійські опери в українському перекладі Дмитра Ревуцького, і твори українських авторів дорадянського періоду. Всі співробітники опери стали службовцями і отримували пряме фінансування Рейхскомісаріату Україна (замість фінансування міської управи). Це забезпечувало їх окрім зарплатні, також і пристойним продовольчим пайком. Змінилися умови праці,  Сезон було розпочато 27 грудня 1941 року зі славетної української вистави "Наталка Полтавка". Того сезону демонструвалися «Ніч під Різдво», «Мадам Батерфляй». Іноземні опери та оперети перекладалась українською мовою. В місті діяла комендантська година з 19-ї, тому, щоби глядачі мали час дістатися додому, вистави починалися о 14 годині та тривали до 18-ї. Київський оперний театр відвідували як місцеві мешканці, так і німці. На перших рядах сиділи вищі офіцери та провідні посадовці. 20 червня 1942 року на честь приїзду до Києва райхсміністра Розенберга та райхскомісара України Еріха Коха, в київській опері показали балет Лео Деліба "Коппелія".
Напередодні звільнення Києва від німецьких загарбників, 8 травня 1943 року під час вистави «Лоенргіну» по приміщенню театру радянські війська завдали удару бомбою, що спричинила загибель 4-х німецьких офіцерів.

### Повоєнний період
У повоєнні роки репертуар театру поповнювався творами радянських композиторів, значна частина яких були присвячені подіям становлення радянської влади. У ці роки в театрі працювали видатні артисти — диригенти Арій Пазовський, Натан Рахлін, Веніамін Тольба, Костянтин Сімеонов, Степан Турчак, вокалісти Борис Гмиря, Михайло Гришко, Арнольд Азрікан, Зоя Гайдай, Лілія Лобанова, Марія Литвиненко-Вольгемут, Оксана Петрусенко, Лариса Руденко,Єлизавета Чавдар, виступав у театрі і Федір Шаляпін.
Починаючи з кінця 1950-х років, за свідченням Івана Гамкала, театр переживав поступове «падіння творчої дисципліни і художнього рівня спектаклів», причиною чому була некомпетентність у питаннях культури його керівництва. Так, наприкінці 1950-х років київський театр змушені були покинути Борис Гмиря та Веніамін Тольба, а на початку 1970-х років — Степан Турчак і Костянтин Симеонов. Незважаючи на це театр мав окремі успішні постановки, зокрема серед визначних здобутків слід виділити постановку «Катерини Ізмайлової» Дмитра Шостаковича (в українському перекладі М. Бажана), що була нагороджена Державною премією ім. Т. Шевченка (1975).
У 1983–1988 роках було здійснено капітальну реконструкцію театрального приміщення (архітектор Борис Жежерін). Реставратори внесли значні зміни у закулісну частину театрального приміщення, що дозволило збільшити кількість репетиційних залів, гримувальних кімнат, було обладнано спеціальний хоровий клас. Також було збільшено параметри сцени до 20 м вглиб і 27 м у висоту. Загальна площа сцени тепер становить 824 м². Також під час реставрації замість старовинного органу встановили новий, збудований на замовлення театру чеською фірмою «Рігер-Клос». Було переобладнано й оркестрову яму, в якій зараз одночасно може розміститись 100 музикантів. Загалом після реставрації площа театральних приміщень збільшилася на 20000 м². Стало вдвічі більше гримувальних кімнат, з'явилося кілька нових репетиційних залів.

### Роки Незалежності

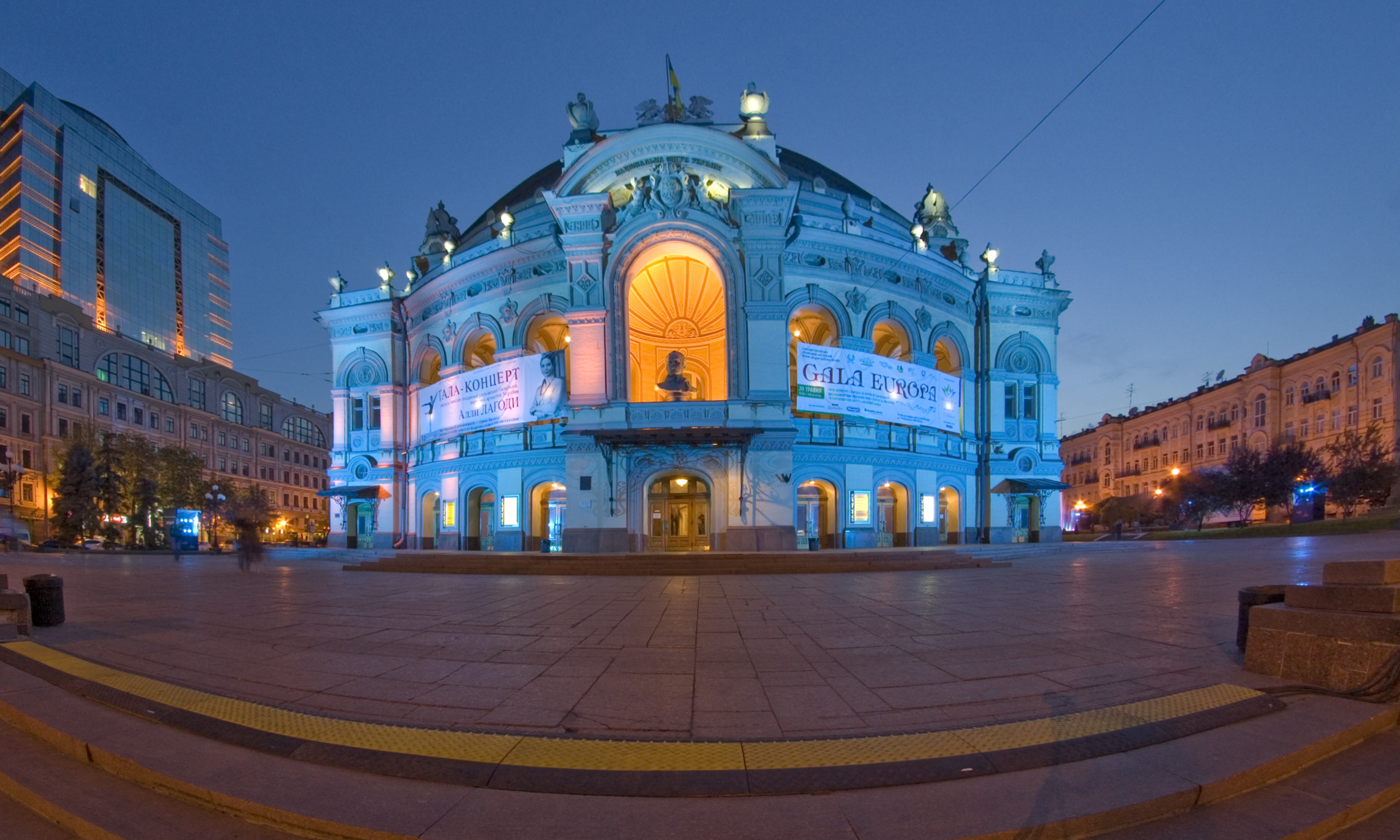
Національна опера України ім. Т. Г. Шевченка

Починаючи з 1991—1999 роках генеральним директором Національної опери є Анатолій Мокренко. В цей час театр поступово починає відмовлятися від україномовних перекладів, що сам А. Мокренко пояснював економічними труднощами і необхідністю гастрольної діяльності заради виживання артистів.
З 1992 по 2000 рік балетну трупу Національної опери України очолював Анатолій Шекера, з ім'ям якого пов'язані досягнення українського балету останніх трьох десятиліть XX століття. Окрім класичних вистав — «Лебедине озеро» і «Лускунчик» Петра Чайковського, «Раймонда» Олександра Глазунова, «Коппелія» Лео Деліба — він здійснив постановки багатьох сучасних творів, зокрема, «Спартака» Арама Хачатуряна, «Ольги» Євгена Станковича, «Легенди про любов» Аріфа Мелікова, привнісши на балетну сцену поліфонізм танцю, симфонічну розгорнутість хореографічної партитури. Його постановка балету «Ромео і Джульєтта», здійснена 1971 року, вже понад 40 років не сходить зі сцени. Вистава була показана в багатьох країнах і відзначена медаллю ЮНЕСКО як найкраща інтерпретація прокоф'євського твору.
З 1999 незмінним генеральним директором театру є Петро Чуприна (з 2002 по 2011 роки та з 2018 року — генеральний директор-художній керівник театру). У 2011—2018 роках посаду художнього керівника обіймав композитор Мирослав Скорик.
|                                       |  |  |
| Ювілейна монета НБУ присвячена театру |  |  |

Чимало артистів київської опери ведуть артистичну діяльність за кордоном, зокрема Анатолій Кочерга, Людмила Монастирська, Вікторія Лук'янець, Володимир Гришко, Михайло Дідик, Дмитро Попов, Ольга Микитенко, Оксана Дика, Євген Орлов, Ірина Дворовенко, Іван Путров, Олексій Ратманський.
Театр гастролював в Німеччині, Франції, Швейцарії, Канаді, США, Мексиці, Данії, Іспанії, Італії, Японії, Австралії, Греції, Бразилії, Естонії, Польщі, Китаї, Угорщині, Австрії, Голландії, Бельгії, Португалії, Туреччині, Омані, ін.
У 2017 році на державному рівні в Україні відзначався ювілей — 150 років з часу заснування Національного академічного театру опери та балету імені Тараса Шевченка в місті Києві 1867).
До кола сучасних українських композиторів, чиї твори включались до репертуару театру, входять Мирослав Скорик (опера «Мойсей», балет «Каприси»), Євген Станкович (балети «Ніч перед Різдвом», «Володар Борисфену»), М. Чембержі (балет «Даніела». До кола українських авторів радянської епохи, твори яких представлені в репертуарі театру, входять Костянтин Данькевич (балет «Лілея»), Михайло Скорульський (балет «Лісова пісня») та Георгій Майборода (опера «Ярослав Мудрий»).
Станом на 2019 рік в репертуарі НОУ нараховалося 26 опер, з яких лише 2 — українських авторів, сучасні опери в репертуарі відсутні та 41 балет, в т. 4 — українських авторів (з них 2 сучасні — «Вечори на хуторі біля Диканьки» Є. Станковича та «За двома зайцями» Ю. Шевченка). 

## Критика
Предметом критики Національної опери стає її репертуарна політика. Найбільшою проблемою критики називають проблему суто національного оперного репертуару, «затяте ігнорування Національною оперою нині живих українських композиторів». У період 1990-2010 років постановки сучасних українських авторів обмежені оперою «Мойсей» Мирослава Скорика у 2001 році, дитячим балетом Олександра Костіна «Русалонька» (1993), дитячим балетом Юрія Шевченка «Буратіно та чарівна скрипка» (2007), балетами Євгена Станковича «Ніч перед Різдвом» (1993), «Вікінги» (1999) та «Володар Борисфену» (2010), написаним на лібрето сучасних політиків, а також балетом Михайла Чембержі «Даніела» (2006). У період з 2011 по 2021 єдиною прем'єрою нового українського твору був балет «За двома зайцями» Юрія Шевченка.
На думку Максима Стріхи, Національна опера «вже давно, здається, перейнята одним єдиним — поставити щось на замовлення західних антрепренерів, щось таке, щоб гарантовано сприйняли під час районного турне районними містечками Швейцарії чи то Італії, щоб живу копійку поклали в кишеню люди, які цією оперою керують і щось отримали музиканти.»

Критика стосується також режисури. Оперний критик О. Москалець відмічав: 
|  | "У виставах Національної опери культивуються консервативні, гранично спрощені погляди на оперну режисуру… у сфері оперної режисури ми вже встигли відстати від світу не на якихось тридцять років, а назавжди. Хоча б тому, що із західноєвропейською оперою XX століття у нас взагалі працювати не звикли" |

Низка скандалів була пов'язана з уходом провідних музикантів із театру. Так, у 2013 року зі скандалом з Оперного театру пішов один із провідних балетмейстерів світу Денис Матвієнко, якого, за його словами, без повідомлення усунули з посади керівника балетної трупи Національної опери, із судовими позовами залишили свої робочі місця колишній головний режисер Оперного театру Дмитро Гнатюк та головний диригент Володимир Кожухар.

### Фінансові зловживання
5 лютого 2015 року прокуратурою Шевченківського району м. Києва зареєстровано кримінальне впровадження за фактом розтрати грошових коштів службовими особами театру.. Впровадження було порушено в результаті звернення журналіста проєкту «Люстратор 7.62» ТОВ «Гравіс-кіно» В. Тимофійчука, який провів власне журналістське розслідування і за матеріалами підготував документальний фільм «Фінансові схеми Національної Опери України». Загальна сума виявлених порушень була понад півтора мільйони. З них такі, що призвели до втрат коштів — 800 тисяч гривень.

### Акції у лютому 2017
У 2017 році Національна опера України стала одним із центром боротьби артистів за трудові права. Передумовою для боротьби стало прийняття у грудні 2016 року змін до Закону про культуру, що передбачали переведення усіх артистів на строкові контракти. В лютому 2017 адміністрація Національної опери висунула артистам ультиматум щодо обов'язкового переходу на короткотермінові контракти. Незгода артистів із запропонованими умовами, і невдовзі — їх звільнення, стали причиною безпрецедентних акцій — звернення до публіки під час антрактів однієї з вистав 22 лютого та пікету під стінами Міністерства культури 28 лютого 2017 року.

## Солісти
- Тетяна Анісімова — сопрано
- Дитюк Валентин — тенор
- Лілія Гревцова — сопрано
- Ірина Даць — лірико-драматичне сопрано[29]
- В'ячеслав Лупалов — баритон[30]
- Ігор Борко — тенор[29].
- Микола Шуляк — тенор[29].
- Світлана Годлевська — сопрано[29].
- Ігор Євдокименко — баритон
- Анжеліна Швачка — мецо-сопрано

Колишні
- Арнольд Азрікан — тенор.
- Семен Біжеїч — баритон.
- Геннадій Васько — тенор.
- Григорій Внуковський — тенор.
- Зоя Гайдай — сопрано.
- Дмитро Гнатюк — баритон.
- Богдан Гнидь — бас.
- Борис Гмиря — бас.
- Владилен Грицюк — бас.
- Михайло Гришко — баритон.
- Юрій Гуляєв — баритон.
- Михайло Донець — бас.
- Марія Донець-Тессейр — колоратурне сопрано.
- Олена Драгомирецька — мецо-сопрано.
- Олександр Загребельний — бас.
- Андрій Іщенко — тенор.
- Микола Карлашов — баритон, бас.
- Микола Кондратюк — баритон.
- Євдокія Колесник — сопрано.
- Ганна Колесник-Ратушна — мецо-сопрано.
- Людмила Кравченко — сопрано.
- Віктор Курін — баритон.
- Юлія Лозинська — сопрано.
- Марія Литвиненко-Вольгемут — лірико-драматичне сопрано
- Євгенія Мірошніченко — колоратурне сопрано.
- Анатолій Мокренко — баритон.
- Галина Олійниченко — лірико-колоратурне сопрано.
- Феофан Павловський — баритон.
- Іван Паторжинський — бас.
- Оксана Петрусенко — лірико-драматичне сопрано.
- Валентин Пивоваров — бас.
- Клавдія Радченко — сопрано.
- Римма Разумова — сопрано.
- Валентина Река — мецо-сопрано
- Бела Руденко — колоратурне сопрано.
- Лариса Руденко — мецо-сопрано.
- Валентина Соколик — лірико-колоратурне сопрано.
- Анатолій Солов'яненко — тенор.
- Платон Строганов — тенор.
- Василь Третяк — драматичний тенор.
- Галина Туфтіна́ — мецо-сопрано.
- Зоя Христич — лірико-колоратурне сопрано.
- Гізела Ципола — лірико-драматичне сопрано.
- Єлизавета Чавдар — лірико-колоратурне сопрано.
- Євген Червонюк — бас.
- Іван Черней — баритон.
- Галина Шоліна — ліричне сопрано.
- Микола Шопша — бас.

## Солісти балету і балетмейстери
- Тетяна Ахекян
- Тетяна Білецька
- Ірина Борисова
- Ігор Буличов
- Ольга Голиця
- Тетяна Голякова
- Олена Горшунова
- Артем Дацишин
- Ганна Дорош
- Микола Іващенко
- Леонід Жуков
- Ірина Задаянна
- Валентина Калиновська
- Альвіна Кальченко
- Наталія Мацак
- Максим Мотков
- Микола Прядченко
- Олександр Соболь
- Елеонора Стебляк
- Борис Степаненко
- Максим Чепик
- Дмитро Чеботар
- Ілля Чистяков
- Анатолій Шекера
- Христина Шишпор
- Віктор Щербаков
- Ян Ваня
- Віктор Яременко

## Музиканти
- Михайло Берденников (хормейстер театру — 1944—1947, 1969—1970; головний хормейстер — 1949—1951)
- Сергій Хмельов (концертмейстер групи ударних інструментів — 1987—2023)
- Сергій Шотт
- Броніслав Щуцький

## Диригенти
- 1944—1949 — Самуїл Столерман
- 1952—1954 — Олександр Петровський
- 1954—1960 — Олександр Климов
- у 1960—1965 та з 1970 — Олег Рябов
- 1957—1990 — Костянтин Єременко
- від 1999 — Алла Кульбаба, диригент
- від 2013 — Микола Дядюра, головний диригент

## Панорама театру
- Відео будівлі

Панорама навколо театру